# IC 1229
IC 1229 — галактика типу SB () у сузір'ї Дракон.
Цей об'єкт міститься в оригінальній редакції індексного каталогу.